# Alika Milova
Alika Milova (Narva, 5 de septiembre de 2002), conocida como Alika, es una cantante estonia. En 2023, fue seleccionada para representar a Estonia en el Festival de la Canción de Eurovisión 2023 con la canción "Bridges".

## Carrera musical
Milova se hizo conocida al participar en varios concursos de canto y programas de televisión en Estonia y en el extranjero desde la infancia, incluidos The Baltic Voice, New Wave Junior, Kaunas Talent, Bravo Song Contest y Berlin Perle. Luego, saltó a la fama en 2021 con su victoria en la octava edición del concurso de talentos estonio Eesti otsib superstaari, que le valió un contrato discográfico con Universal Music Group.
El 1 de noviembre de 2022 se anunció que participaría en Eesti Laul 2023 con la canción "Bridges". Su primera aparición fue en la segunda semifinal y se clasificó para la final. Más tarde, el 11 de febrero de 2023, Milova actuó en la final, donde se llevó el favor del jurado y, posteriormente, el televoto la eligió como ganadora entre los 12 participantes, convirtiéndose en su representante nacional en el Festival de la Canción de Eurovisión 2023, celebrado en Liverpool, obteniendo un total de 168 puntos que le otorgaría una 8° posición.

## Vida personal
Milova nació en el seno de una familia rusa y su idioma nativo es el ruso. Sin embargo, también tiene raíces estonias.
La hermana de Milova, Valeria Milova, es bailarina profesional y ha aparecido en las versiones turca e irlandesa de Dancing with the Stars.

## Discografía

### Sencillos
- 2021 – Õnnenumber
- 2022 – Bon Appetit
- 2022 – C'est La Vie
- 2022 – Bridges
- 2023 - You
- 2023 - Too Much / Lihtsalt veab
- 2023 - Õde ütles